# Sant'Apollinare (Rovigo)
Sant'Apollinare è una frazione del comune di Rovigo.

## Geografia
Sant'Apollinare è situata lungo la sponda sinistra del Canalbianco, a 6 km a sud-est di Rovigo.

## Storia
Assieme alla frazione di Fenil del Turco (anticamente chiamata Selva),
fu comune autonomo con la denominazione Sant'Apollinare, mutata poi in Sant'Apollinare con Selva con delibera del 18 marzo 1867 (il codice ISTAT era 029813).
Nel 1927 il comune fu soppresso e inglobato nel comune di Rovigo assieme a Boara Polesine, Borsea, Buso Sarzano, Concadirame e Grignano di Polesine.

## Società

### Evoluzione demografica
Abitanti censiti
nel 2006: █ Fenil del Turco - █ Sant'Apollinare

## Monumenti e luoghi d'interesse

### Architetture religiose
- Chiesa arcipretale di Sant'Apollinare. Ha la dignità di basilica minore[4] .
- Oratorio di San Pietro.

### Architetture civili
- Osservatorio Astronomico "Vanni Bazzan"[5]. L'Osservatorio è dotato di un telescopio riflettore in configurazione Newton con diametro di 410 mm e lunghezza focale  di 1900 mm (f≈1:5). È inoltre presente un telescopio rifrattore con apertura di 205 mm e lunghezza focale di 2050 mm (f=1:10). Nel mese di novembre 2016 è stato aggiunto un Radiotelescopio "Spyder 230" da 2300 mm di diametro per lo studio di sorgenti radio.

## Cultura

### Scuole
- Istituto Tecnico Agrario "Ottavio Munerati".[6]

### Associazioni culturali

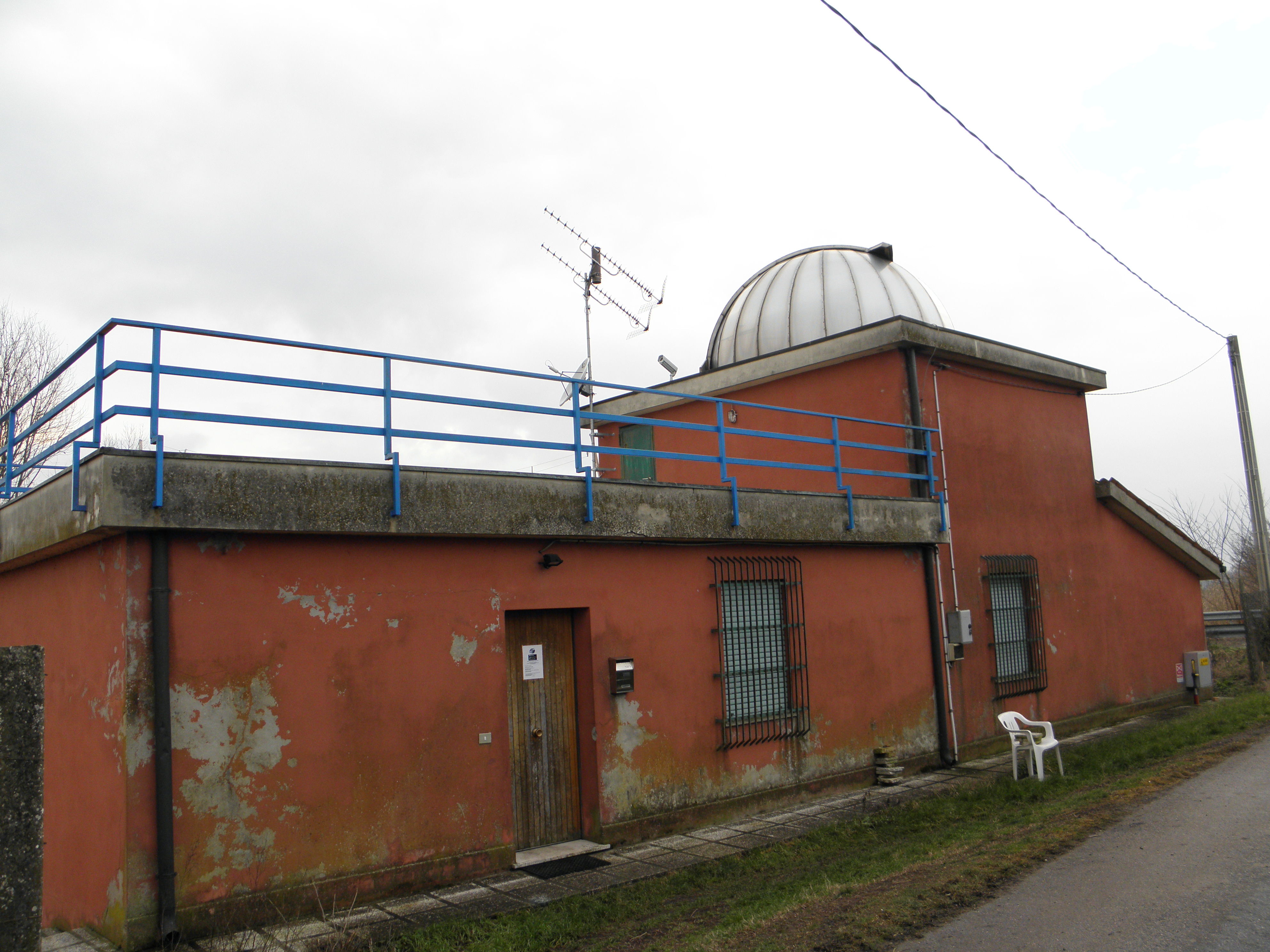
L'osservatorio "Vanni Bazzan".

- In località "Ca' Rangon" è presente la sede del Gruppo Astrofili Polesani (G.A.P.) APS presso l'Osservatorio Astronomico "Vanni Bazzan".

## Infrastrutture e trasporti
- In località "Ca' Rangon", nelle immediate vicinanze del centro abitato, è presente l'Aviosuperficie Sant'Apollinare destinata al traffico turistico e sede negli anni di manifestazioni aeronautiche.